# Geraldo (angolski piłkarz)
Geraldo, właśc. Hermenegildo da Costa Paulo Bartolomeu (ur. 23 listopada 1991 w Luandzie) – piłkarz angolski grający na pozycji pomocnika. Od 2023 roku jest zawodnikiem klubu Çorum FK.

## Kariera klubowa
Pomimo że Geraldo urodził się w Luandzie, to karierę piłkarską rozpoczynał w Brazylii, w klubie Norberto de Castro. W 2009 roku został zawodnikiem Rio Claro FC, a w 2010 roku przeszedł Coritiby. Zadebiutował w nim 8 maja 2010 w przegranym 1:3 wyjazdowym meczu z Náutico. Na koniec 2010 roku awansował z Coritibą z Série B do Série A. W Corotibie grał do 2012 roku.
W 2012 roku Geraldo przeszedł na wypożyczenie do innego klubu z miasta Kurytyba, Paraná Clube. Swój debiut w Paranie zaliczył 18 lipca 2012 w zwycięskim 1:0 domowym spotkaniu z Amériką. Po sezonie 2012 wrócił do Coritiby. W 2015 roku grał w zespołach Red Bull Brasil oraz Atlético Goianiense, a w 2016 roku przeszedł do angolskiego Primeiro de Agosto.
| Sezon   | Klub                | Kraj     | Rozgrywki                   | Mecze | Bramki |
| ------- | ------------------- | -------- | --------------------------- | ----- | ------ |
| 2009    | Rio Claro FC        | Brazylia | Campeonato Paulista         | ?     | ?      |
| 2010    | Coritiba            | Brazylia | Série A                     | 16    | 2      |
| 2011    | Coritiba            | Brazylia | Série A                     | 15    | 0      |
| 2012    | Coritiba            | Brazylia | Série A                     | 1     | 0      |
| 2012    | Paraná Clube        | Brazylia | Série B                     | 18    | 0      |
| 2013    | Coritiba            | Brazylia | Série A                     | 20    | 3      |
| 2014    | Coritiba            | Brazylia | Série A                     | 16    | 0      |
| 2015    | Atlético Goianiense | Brazylia | Série B                     | 15    | 1      |
| 2016    | Primeiro de Agosto  | Angola   | Girabola                    | 26    | 7      |
| 2017    | Primeiro de Agosto  | Angola   | Girabola                    | 19    | 7      |
| 2018    | Primeiro de Agosto  | Angola   | Girabola                    | 21    | 5      |
| 2018/19 | Primeiro de Agosto  | Angola   | Girabola                    | 2     | 0      |
| 2018/19 | Al-Ahly Kair        | Egipt    | Ad-Dauri al-Misri al-Mumtaz | 17    | 3      |
| 2019/20 | Al-Ahly Kair        | Egipt    | Ad-Dauri al-Misri al-Mumtaz | 16    | 2      |
| 2020/21 | Al-Ahly Kair        | Egipt    | Ad-Dauri al-Misri al-Mumtaz | 2     | 0      |
| 2020/21 | MKE Ankaragücü      | Turcja   | Süper Lig                   | 16    | 0      |
| 2021/22 | MKE Ankaragücü      | Turcja   | 1. Lig                      | 27    | 1      |
| 2022/23 | Ümraniyespor        | Turcja   | Süper Lig                   | 29    | 1      |
| 2023/24 | Çorum FK            | Turcja   | 1. Lig                      |       |        |

## Kariera reprezentacyjna
W reprezentacji Angoli Geraldo zadebiutował 13 maja 2010 roku w przegranym 0:1 towarzyskim meczu z Meksykiem. W 2013 roku został powołany do kadry na Puchar Narodów Afryki 2013.